# خورشیدگرفتگی ۲ سپتامبر ۲۰۳۵
خورشیدگرفتگی ۲ سپتامبر ۲۰۳۵ (به انگلیسی: Solar eclipse of September 2, 2035) یک خورشیدگرفتگی از نوع خورشیدگرفتگی کامل است. این خورشیدگرفتگی در تاریخ ۲ سپتامبر ۲۰۳۵ میلادی (‎۱۱ شهریور ۱۴۱۴ خورشیدی) روی خواهد داد که زمان اوج آن، ساعت ۱:۵۶:۴۶ به‌وقت ساعت هماهنگ جهانی است. مدت زمان و طول این خورشیدگرفتگی ۲ دقیقه و ۵۴ ثانیه خواهد بود.